# Будівля пошти (Кастельйон-де-ла-Плана)
Будівля пошти в іспанському місті Кастельйон-де-ла-Плана (ісп. Edificio de Correos de Castellón) — пам'ятка архітектури стилю неомудехар, яскрава пам'ятка міста.
У 1909 урядом Іспанії прийнято державну програму, яка передбачала будівництво окремих будівель для поштових офісів у всіх столицях провінцій. Тендер на будівництво представницької будівлі у національно-історичному стилі  оголошено у 1916, його виграв проєкт Деметріо Рібеса-і-Марко. Після смерті архітектора у 1921 будівництво продовжив Хоакін Дісента Вілаплана. Будівля в центрі міста, на площі Тетуан, завершена у 1932.
Триповерхова будівля пошти в плані є прямокутником з округленими кутами і зовні нагадує середньовічний замок у мавританському стилі з шістьма невеликими вежами під червоними черепичними дахами. У пошти немає як такого головного фасаду, всі чотири сторони оформлені одноманітно та симетрично, по центрах усіх фасадів розташовані ошатні входи під напівциркульними арками. Фасади розбиті безліччю вузьких прорізів, вікна лише за деякими з них. Оздоблення витримано в буро-коричневих тонах; використання цегляного орнаменту та каменю різних порід дає багатство світлотіні та надає візуальної легкості. Окремі площини декоровані глазурованою плиткою білого, жовтого та блакитного кольорів, іноді з картинками флори чи фауни.
На першому поверсі будівлі пошти — служби для відвідувачів, на другому — офіси, третій був відведений для квартир поштових службовців. Операційний зал, оброблений деревом, розташований у прямокутному атріумі, перекритому світловим куполом на чотирьох колонах. Сюди виходять вікна коридорів другого та третього поверхів.